# Deep Green Resistance
Deep Green Resistance (DGR) este o mișcare de mediu, fondată în 2011 de către scriitorii și activiștii Derrick Jensen, Lierre Keith, Aric McBay, care vede activismul de mediu de masă, fiind în mare parte ineficient. DGR de asemenea, se referă la strategia descrisă de către mișcare pentru salvarea Pământului. DGR consideră că civilizația industrială pune în pericol toate formele de viață de pe planetă, și că este necesară folosirea unei game largi de tactici pentru a obține dreptate socială și de mediu în mod decisiv.